# Heyerode (Sontra)
Heyerode ist ein Stadtteil von Sontra im nordhessischen Werra-Meißner-Kreis. Das Dorf liegt westlich des Kernortes Sontra. Durch den Ort führt die Landesstraße 3249.

## Geschichte

### Ortsgeschichte
Die älteste bekannte schriftliche Erwähnung von Heyerode erfolgte unter dem Namen Henrot im Jahr 1254. Weitere Erwähnungen erfolgten unter den Ortsnamen (in Klammern das Jahr der Erwähnung): villa Heyenrode (um 1340), Heigenrod (1540) und Heygerode (1708). Um 1500 wurde Hopfen um Heyerode angebaut. Der Ort gehörte zum Gericht „Schemmermark“ im Amt Spangenberg.
Die bis dahin selbständige Gemeinde Heyerode wurde zum 31. Dezember 1971 im Zuge der Gebietsreform in Hessen auf freiwilliger Basis als Stadtteil nach Sontra eingegliedert. Für Heyerode, wie für alle bei der Gebietsreform nach Sontra eingegliederten Gemeinden, wurde ein Ortsbezirk mit Ortsbeirat und Ortsvorsteher nach der Hessischen Gemeindeordnung gebildet.
Mit Sontra kam der Ort 1972 zum Landkreis Eschwege und 1974 in den neugebildeten Werra-Meißner-Kreis.

### Verwaltungsgeschichte im Überblick
Die folgende Liste zeigt die Staaten und Verwaltungseinheiten, denen Heyerode angehört(e):
- vor 1567: Heiliges Römisches Reich, Landgrafschaft Hessen, Amt Spangenberg
- ab 1567: Heiliges Römisches Reich, Landgrafschaft Hessen-Kassel, Amt Spangenberg
- ab 1806: Landgrafschaft Hessen-Kassel,  Amt Spangenberg
- 1807–1813: Königreich Westphalen, Departement der Werra, Distrikt Eschwege, Kanton Bischhausen
- ab 1815: Kurfürstentum Hessen, Amt Spangenberg (zuletzt Amt Bischhausen)[6]
- ab 1821/22: Kurfürstentum Hessen, Provinz Niederhessen, Kreis Eschwege[7][Anm. 2]
- ab 1836: Kurfürstentum Hessen, Provinz Niederhessen, Kreis Rotenburg
- ab 1848: Kurfürstentum Hessen, Bezirk Hersfeld
- ab 1851: Kurfürstentum Hessen, Provinz Niederhessen, Kreis Rotenburg
- ab 1866: Königreich Preußen, Provinz Hessen-Nassau, Regierungsbezirk Kassel, Kreis Rotenburg
- ab 1871: Deutsches Reich, Königreich Preußen, Provinz Hessen-Nassau, Regierungsbezirk Kassel, Kreis Rotenburg
- ab 1918: Deutsches Reich, Freistaat Preußen, Provinz Hessen-Nassau, Regierungsbezirk Kassel, Kreis Rotenburg
- ab 1944: Deutsches Reich, Freistaat Preußen, Provinz Kurhessen, Landkreis Rotenburg
- ab 1945: Deutsches Reich, Amerikanische Besatzungszone, Groß-Hessen, Regierungsbezirk Kassel, Landkreis Rotenburg
- ab 1946: Deutsches Reich, Amerikanische Besatzungszone, Hessen, Regierungsbezirk Kassel, Landkreis Rotenburg
- ab 1949: Bundesrepublik Deutschland, Hessen, Regierungsbezirk Kassel, Landkreis Rotenburg
- ab 1972: Bundesrepublik Deutschland, Hessen, Regierungsbezirk Kassel, Landkreis Eschwege, Stadt Sontra
- ab 1974: Bundesrepublik Deutschland, Hessen, Regierungsbezirk Kassel, Werra-Meißner-Kreis, Stadt Sontra

### Bevölkerung
Einwohnerstruktur 2011
Nach den Erhebungen des Zensus 2011 lebten am Stichtag, dem 9. Mai 2011, in Heyerode 231 Einwohner. Darunter waren keine Ausländer.
Nach dem Lebensalter waren 33 Einwohner unter 18 Jahren, 84 zwischen 18 und 49, 72 zwischen 50 und 64 und 42 Einwohner waren älter. Die Einwohner lebten in 90 Haushalten. Davon waren 12 Singlehaushalte, 27 Paare ohne Kinder und 36 Paare mit Kindern, sowie 12 Alleinerziehende und 3 Wohngemeinschaften. In 12 Haushalten lebten ausschließlich Senioren und in 57 Haushaltungen leben keine Senioren.
Einwohnerentwicklung
| • 1585: | 28 Haushaltungen |
| • 1747: | 42 Haushaltungen |

| Heyerode: Einwohnerzahlen von 1834 bis 2020 | Heyerode: Einwohnerzahlen von 1834 bis 2020 | Heyerode: Einwohnerzahlen von 1834 bis 2020 | Heyerode: Einwohnerzahlen von 1834 bis 2020 | Heyerode: Einwohnerzahlen von 1834 bis 2020 |
| --- | ------------------------------------------- | ------------------------------------------- | ------------------------------------------- | ------------------------------------------- |
| Jahr |                                             |                                             |                                             | Einwohner                                   |
| 1834 | 1834                                        |                                             | 304                                         | 304                                         |
| 1840 | 1840                                        |                                             | 301                                         | 301                                         |
| 1846 | 1846                                        |                                             | 312                                         | 312                                         |
| 1852 | 1852                                        |                                             | 279                                         | 279                                         |
| 1858 | 1858                                        |                                             | 289                                         | 289                                         |
| 1864 | 1864                                        |                                             | 304                                         | 304                                         |
| 1871 | 1871                                        |                                             | 303                                         | 303                                         |
| 1875 | 1875                                        |                                             | 290                                         | 290                                         |
| 1885 | 1885                                        |                                             | 282                                         | 282                                         |
| 1895 | 1895                                        |                                             | 287                                         | 287                                         |
| 1905 | 1905                                        |                                             | 291                                         | 291                                         |
| 1910 | 1910                                        |                                             | 294                                         | 294                                         |
| 1925 | 1925                                        |                                             | 313                                         | 313                                         |
| 1939 | 1939                                        |                                             | 277                                         | 277                                         |
| 1946 | 1946                                        |                                             | 458                                         | 458                                         |
| 1950 | 1950                                        |                                             | 366                                         | 366                                         |
| 1956 | 1956                                        |                                             | 288                                         | 288                                         |
| 1961 | 1961                                        |                                             | 268                                         | 268                                         |
| 1967 | 1967                                        |                                             | 263                                         | 263                                         |
| 1970 | 1970                                        |                                             | 255                                         | 255                                         |
| 1980 | 1980                                        |                                             | ?                                           | ?                                           |
| 1987 | 1987                                        |                                             | 237                                         | 237                                         |
| 2000 | 2000                                        |                                             | ?                                           | ?                                           |
| 2011 | 2011                                        |                                             | 231                                         | 231                                         |
| 2015 | 2015                                        |                                             | 239                                         | 239                                         |
| 2020 | 2020                                        |                                             | 198                                         | 198                                         |
| Datenquelle: Historisches Gemeindeverzeichnis für Hessen: Die Bevölkerung der Gemeinden 1834 bis 1967. Wiesbaden: Hessisches Statistisches Landesamt, 1968. Weitere Quellen: ; Stadt Sontra:; Zensus 2011 |                                             |                                             |                                             |                                             |

## Religion
Heyerode bildet heute mit Berneburg und Diemerode ein evangelisches Kirchspiel.
Die Kirche hat einen mächtigen Wehrturm. Das Kirchenschiff wurde 1777 angebaut.
Historische Religionszugehörigkeit
| • 1885: | 282 evangelische (= 100 %) Einwohner                             |
| • 1961: | 263 evangelische (= 98,13 %), 5 katholische (= 1,87 %) Einwohner |

## Infrastruktur
- In Heyerode steht ein Dorfgemeinschaftshaus mit einem Raum für die Jugend.